# Grbavce
Grbavce es un pueblo ubicado en la municipalidad de Medveđa, en el distrito de Jablanica, Serbia.

## Superficie
Posee una superficie de 12,56 kilómetros cuadrados.

## Demografía
Hasta 2011 la población era de 40 habitantes, con una densidad de población de 3,184 habitantes por kilómetro cuadrado.